# اچ‌ای‌تی-پی-۳
اچ‌ای‌تی-پی-۳ یک ستاره است که در صورت فلکی خرس بزرگ قرار دارد.